# Euforie (americký seriál)
Euforie (v anglickém originále Euphoria) je americký dramatický televizní seriál, jehož tvůrcem a scenáristou je Sam Levinson. Seriál je založen na stejnojmenné izraelské minisérii, kterou vytvořili Ron Leshem a Daphna Levin. V hlavní roli účinkuje Zendaya, která ztvárnila Rue Bennettovou, drogově závislou teenagerku, která se snaží najít své místo ve světě.
Výkonnými producenty seriálu jsou Levinson, Zendaya, Ron Leshem a Gary Lennon. Seriál získal pozitivní reakce kritiků, kteří vyzdvihovali kameru, hudbu, herecké výkony (především Zendayi, Schafer a Sweeney) a přístup k citlivému tématu, ačkoliv to bylo také považováno za kontroverzní kvůli ztvárnění nahoty a sexuálního obsahu, což někteří kritici považovali za přehnané. Seriál je čtvrtým nejsledovanějším pořadem společnosti HBO, po seriálech Hra o trůny, The Last of Us a Rod draka.
Seriál měl premiéru dne 16. června 2019. V červenci téhož roku byl seriál obnoven pro druhou řadu. V prosinci 2020 a lednu 2021 byly zveřejněny dva hodinové speciály. Druhá řada měla premiéru dne 9. ledna 2022 a v únoru téhož roku byl seriál obnoven pro třetí řadu. Seriál obdržel spoustu ocenění a nominací, včetně nominace na cenu Emmy za nejlepší dramatický seriál. Za svůj herecký výkon získala Zendaya dvě ceny Emmy, Zlatý glóbus a Critics' Choice Television Award. Sydney Sweeney, Colman Domingo a Martha Kelly také získali za své výkony nominace na cenu Emmy, přičemž Domingo zvítězil v kategorii nejlepší mužský herecký výkon v hostující roli v dramatickém seriálu.

## Obsazení

### Hlavní role
- Zendaya jako Rue Bennettová, drogově závislá teenagerka, která se snaží najít své místo ve světě
- Maude Apatow jako Lexi Howardová, nejlepší kamarádka Rue z dětství a sestra Cassie
- Angus Cloud jako Fezco „Fez“ O’Neill, místní drogový dealer s blízkým přátelským vztahem k Rue
- Eric Dane jako Cal Jacobs, přísný otec Natea, který žije nebezpečný dvojí život
- Alexa Demie jako Madeline „Maddy“ Perezová, populární studentka, přítelkyně Natea
- Jacob Elordi jako Nathaniel „Nate“ Jacobs, středoškolský sportovec, jehož problémy s hněvem maskují jeho sexuální nejistotu
- Barbie Ferreira jako Katherine „Kat“ Hernandezová (1.–2. řada), dívka bojující se svým tělem
- Nika King jako Leslie Bennettová, matka Rue a Gii
- Storm Reid jako Georgia „Gia“ Bennettová, mladší sestra Rue
- Hunter Schafer jako Jules Vaughn, transgender dívka, která je po přestěhování ve vztahu s Rue
- Algee Smith jako Christopher McKay (1. řada; 2. řada hostující), mladý fotbalista, bývalý přítel Cassie
- Sydney Sweeney jako Cassandra „Cassie“ Howardová, starší sestra Lexi s nechvalně známou sexuální minulostí, která ji stále pronásleduje
- Colman Domingo jako Ali Muhammed, muž, který se zotavuje z drogové závislosti a nakonec se stane sponzorem Rue
- Javon „Wanna“ Walton jako Ashtray (2. řada; 1. řada vedlejší), neoficiálně adoptovaný bratr Feze, drogový dealer

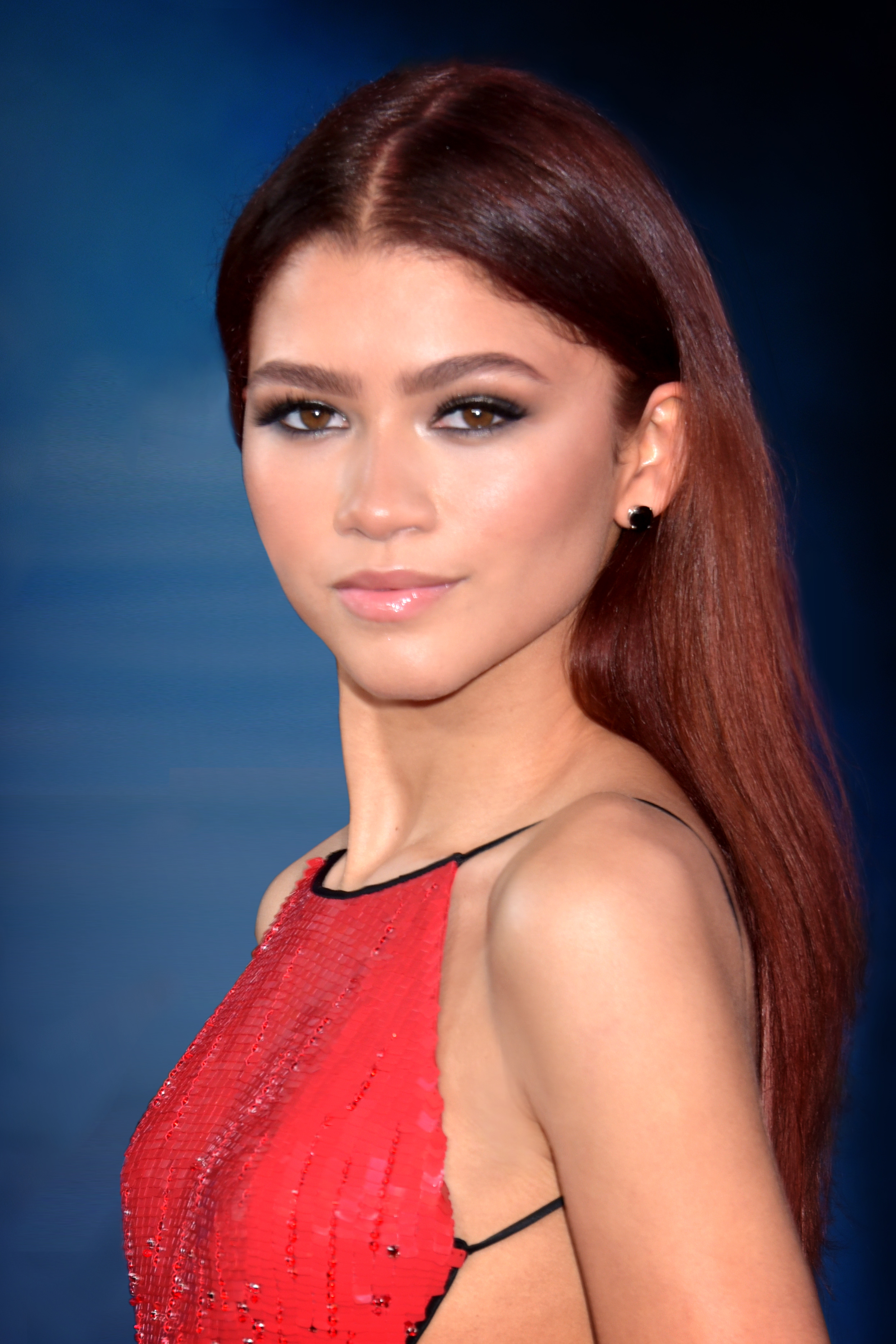
Americká herečka a zpěvačka Zendaya, představitelka hlavní postavy Rue Bennett.

- Austin Abrams jako Ethan Lewis (2. řada; 1. řada vedlejší), přítel KatAmerická herečka a zpěvačka Zendaya, představitelka hlavní postavy Rue Bennett. Dominic Fike jako Elliot (od 2. řady), nový „kamarád“ Rue

### Vedlejší role
- Alanna Ubach jako Suze Howard
- Lukas Gage jako Tyler Clarkson
- John Ales jako David Vaughn
- Tyler Timmons a Tristan Timmons jako Troy McKay a Roy McKay
- Sophia Rose Wilson jako BB
- Bruce Wexler jako Robert Bennett
- Ruben Dario jako Ted Perez
- Keean Johnson jako Daniel
- Paula Marshall jako Marsha Jacobs
- Zak Steiner jako Aaron Jacobs
- Mercedes Colon jako paní Hernandez
- Meeko jako Mouse

## Řady a díly
| Řada     | Díly | Premiéra na HBO  | Premiéra na HBO |
| Řada     | Díly | První díl        | Poslední díl    |
| -------- | ---- | ---------------- | --------------- |
| 1        | 8    | 16. června 2019  | 4. srpna 2019   |
| speciály | 2    | 6. prosince 2020 | 24. ledna 2021  |
| 2        | 8    | 9. ledna 2022    | 27. února 2022  |

## Produkce

### Koncept a vývoj
V červnu 2017 bylo oznámeno, že HBO vytvoří adaptaci izraelské minisérie Euphoria z roku 2012. Bylo předpokládáno, že se produkce a scénáře ujme Sam Levinson. Levinson v seriálu využil své vlastní zkušenosti z teenagerských let, kdy se potýkal s depresemi, úzkostmi a drogami. V rozhovoru řekl že „V této generaci existuje neustálá úzkost, která si myslím, ovlivnila celý filmový proces...“
13. března 2018 oznámil prezident HBO Cassey Bloys, že společnost dala produkci povolení pro pilotní díl. Dále bylo oznámeno, že společnost A24 bude produkční společnost pro pilotní díl. 30. července 2018 bylo oznámeno, že HBO dala produkci povolení pro celou sérii, a že scenáristou pro všechny díly bude Levinson.
11. července 2019 byl seriál obnoven pro druhou sérii.
HBO si objednalo dva speciální díly, které se měly začít streamovat před druhou sérií. První s názvem „Trouble Don't Last Always“ měl premiéru 6. prosince 2020, a sleduje Rue, která řeší své problémy s relapsem a opuštění Jules na nádraží. Druhý s názvem „Fuck Anyone Who's Not a Sea Blob“ měl premiéru 24. ledna 2021 a sleduje příběh ze strany Jules.

### Natáčení
Potvrzené natáčecí lokace zahrnují Sony Studios v Los Angeles, Del Amo Fashion Center v Torrance a školu Ulysses S Grant High School ve Valley Glen. Natáčení druhé série bylo naplánováno na druhou čtvrtinu roku 2020 s první čtecí zkouškou 11. března 2020. Kvůli pandemii covidu-19 bylo natáčení zpožděno a naplánováno na jaro 2021.

### Hudba
Hudbu k Euforii složil anglický zpěvák, písničkář a hudební producent Labrinth. V rozhovoru s Rolling Stone řekl: „Když se podíváte zpět na svoji pubertu, připadá to napůl magické, ale i napůl šílené a napůl psychotické. Chtěl jsem si dát pozor, aby v hudba obsahovala tyto pocity.“ Písnička „All for Us“, performovaná Labrinthem a Zendayou, je hrána často skrz první sérii, ale na ve finále první série je jí věnováno velké hudební vystoupení.
Seriál obsahuje neobyčejně obsáhlý repertoár populární hudby, včetně hip-hopu, trapu, R&B, experimentální hudby, indie a rocku. Některé epizody představují až 20 různých písní. Za práci na první sérii Euforie vyhráli hudební supervizoři Jen Malone a Adam Leber cenu za nejlepší hudební supervizi v televizním drama.

#### První série
Soundtrackové album k první sérii vydalo k digitálnímu stáhnutí studio Sony Music Entertainment 4. října 2019.
| Seznam skladeb | Seznam skladeb           | Seznam skladeb |
| Pořadí         | Název                    | Délka          |
| -------------- | ------------------------ | -------------- |
| 1.             | New Girl                 | 1:02           |
| 2.             | Formula                  | 1:31           |
| 3.             | Preparing for Call       | 0:28           |
| 4.             | Forever                  | 3:22           |
| 5.             | Planning Date            | 1:41           |
| 6.             | Nate Growing Up          | 2:33           |
| 7.             | Home from Rehab          | 0:43           |
| 8.             | We All Knew              | 3:01           |
| 9.             | Say Goodnight            | 0:43           |
| 10.            | Shy Guy                  | 1:25           |
| 11.            | Following Tyler          | 1:28           |
| 12.            | Still Don't Know My Name | 2:33           |
| 13.            | Kat's Denial             | 1:30           |
| 14.            | Slideshow                | 0:56           |
| 15.            | Family Vacation          | 0:22           |
| 16.            | Grapefruit Diet          | 1:35           |
| 17.            | WTF Are We Talking For   | 2:51           |
| 18.            | Euphoria Funfair         | 10:07          |
| 19.            | The Lake                 | 3:45           |
| 20.            | Maddy's Story            | 4:51           |
| 21.            | Demanding Excellence     | 3:30           |
| 22.            | McKay & Cassie           | 1:32           |
| 23.            | Gangster                 | 2:30           |
| 24.            | When I R.I.P             | 2:54           |
| 25.            | Arriving at the Formal   | 5:58           |
| 26.            | Virgin Piña Coladas      | 0:22           |
| Celková délka: | Celková délka:           | 63:13          |

## Přijetí a ocenění

### Odezvy kritiků

#### První série
První série se setkala s pozitivními ohlasy od kritiků, vyzdvihující hlavně herecké výkony, příběh, vizuální efekty a přístup k citlivým tématům. Ben Travers z IndieWire vyzdvihl autentičnost seriálu a jak se HBO „zakládá v drsné realitě“. Několik kritiků velmi chválilo herecký výkon Zendayi za to, jak zvládla naplnit svoji hlavní roli.
Seriál sklidil kritiku od konzervativních Parent Television Council, po odvysílání jednoho dílu, který obsahoval „skoro 30 penisů“ a znásilnění jedné z postav. Parent Televison COuncil taky kritizoval marketing „grafického obsahu pro dospělé“ pro teenagery.

#### Speciály
První díl speciálu získal ohlas u kritiků za scénář, herecké výkony změnu tónu obsahu od první série. Na stránce Rotten Tomatoes je napsáno: „Euforie zpomaluje tempo aniž by ztratila rytmus ve speciálním dílu, který spároval Zendayu s Colmanem Dominem, což vytváří na obrazovce malou magii.“
Druhý díl speciálu také získal kritické ohlasy, které nejvíce vyzdvihovaly herecký výkon Schafer, stejně jako odlišný režijní přístup od prvního speciálu a také emocionální rezonanci a zkoumání trans identity. Na stránce Rotten Tomatoes zní: „Zaměřením se na příběh Jules tento díl přináší hluboké zaměření na její postavu a dává Schafer spoustu prostoru k tomu, aby zazářila.“

### Ocenění a nominace
| Rok  | Cena                                           | Kategorie                                              | Nominování                                                                                      | Výsledek  |
| ---- | ---------------------------------------------- | ------------------------------------------------------ | ----------------------------------------------------------------------------------------------- | --------- |
| 2019 | People's Choice Awards                         | Oblíbená TV drama herečka                              | Zendaya                                                                                         | vítězství |
| 2019 | Satellite Awards                               | Nejlepší herečka – TV drama seriál                     | Zendaya                                                                                         | vítězství |
| 2020 | American Cinema Editors Awards                 | Nejlepší editace drama seriálu pro nekomerční televizi | Julio C. Perez IV (za díl „Pilot“)                                                              | nominace  |
| 2020 | Art Directors Guild Awards                     | Hodinový seriál s jednou kamerou                       | Kay Lee                                                                                         | nominace  |
| 2020 | Black Reel Awards for Television               | Mimořádná herečka, drama seriál                        | Zendaya                                                                                         | vítězství |
| 2020 | British Academy Television Awards              | Nejlepší mezinárodní program                           | Sam Levinson, Ravi Nandan, Kevin Turen a Drake (umělec)                                         | nominace  |
| 2020 | Critics' Choice Television Awards              | Nejlepší herečka v drama seriálu                       | Zendaya                                                                                         | nominace  |
| 2020 | GLAAD Media Awards                             | Mimořádný drama seriál                                 | Euforie                                                                                         | nominace  |
| 2020 | Guild of Music Supervisors Awards              | Nejlepší hudební supervize – televizní drama           | Adam Leber a Jen Malone                                                                         | vítězství |
| 2020 | Make-Up Artists and Hair Stylists Guild Awards | Nejlepší make-up                                       | Doniella Davy a Kristen Colerman                                                                | nominace  |
| 2020 | Primetime Emmy Awards                          | Mimořádná hlavní herečka v drama seriálu               | Zendaya (za díl „Made You Look“)                                                                | vítězství |
| 2020 | Primetime Creative Arts Emmy Awards            | Mimořádné kostýmy                                      | Heidi Bivens, Danielle Baker and Katina Danabassis (za díl „The Next Episode“)                  | nominace  |
| 2020 | Primetime Creative Arts Emmy Awards            | Mimořádný make-up (ne umělý)                           | Doniella Davy, Kirsten Sage Coleman and Tara Lang Shah (za díl „And Salt the Earth Behind You“) | vítězství |
| 2020 | Primetime Creative Arts Emmy Awards            | Mimořádná hudební kompozice pro seriál                 | Labrinth (za díl „03 Bonnie and Clyde“)                                                         | nominace  |
| 2020 | Primetime Creative Arts Emmy Awards            | Mimořádná hudba a text písně                           | „All for Us“ – Labrinth (za díl „And Salt the Earth Behind You“)                                | vítězství |
| 2020 | Primetime Creative Arts Emmy Awards            | Mimořádná hudební supervize                            | Jen Malone a Adam Leber (za díl „And Salt the Earth Behind You“)                                | nominace  |
| 2020 | TCA Awards                                     | Mimořádný úspěch v drama                               | Euphoria                                                                                        | nominace  |
| 2021 | American Cinema Editors Awards                 | Nejlepší upravený drama seriál pro nekomerční televizi | Julio C. Perez IV (za díl „Trouble Don't Last Always“)                                          | nominace  |
| 2021 | Casting Society of America                     | Televizní pilot a první série – drama                  | Mary Vernieu, Jessica Kelly, Jennifer Venditti a Bret Howe                                      | vítězství |
| 2021 | Costume Designers Guild Awards                 | Excelence v moderní televizi                           | Heidi Bivens (za díl „Trouble Don't Last Always“)                                               | nominace  |
| 2021 | Make-Up Artists and Hair Stylists Guild Awards | Nejlepší úprava vlasů                                  | Melanie Smith a Kaity Licina (za díl „Trouble Don't Last Always“)                               | nominace  |
| 2021 | Satellite Awards                               | Nejlepší herečka – minisérie nebo televizní film       | Zendaya (za díl „Trouble Don't Last Always“)                                                    | nominace  |
| 2021 | Writers Guild of America Awards                | Televize: Epizodové drama                              | Sam Levinson (za díl „Trouble Don't Last Always“)                                               | nominace  |